# Uqabuwa
Uqabuwa va ser una antiga ciutat de Mesopotàmia de situació encara discutida, suposadament al nord de l'alt Tigris, i al nord d'Ilansura, en un afluent del Tigris. Apareix esmentada al segle xviii aC. Es creu que es podria identificar amb la població anomenada Aqba o Oqba en siríac, i Akbas o Okbas en grec, a 20 km a l'est de Martiriòpolis (moderna Silvan).
Dumumahlil, cap d'un grup ètnic desconegut, suposadament caníbal, aliat als hitites i que havia estat rebutjat a Urshu, va atacar la ciutat en temps del rei hitita Hattusilis I (1650 aC-1620 aC). Segons els texts conservats, dues ciutats van anar en ajut d'Uqabuwa: Suda i Zu(...). Aquesta Zu(?) de la qual el nom complet no es pot llegir, era segurament Zu-ur-ra (grafiat com Surra) al massís de Tur Abidin.
Pel que sembla, Dumumahlil, havia exterminat les forces de Zuppa. Tots els seus homes van ser capturats per aquesta gent que se'ls va menjar; només el mateix Zuppa va aconseguir fugir, i fins i tot la seva mare, Ama o Sila, va ser capturada i se la van menjar igualment. Després d'atacar Uqabuwa, el territori va passar a mans dels hitites.